# Kirill Rogov

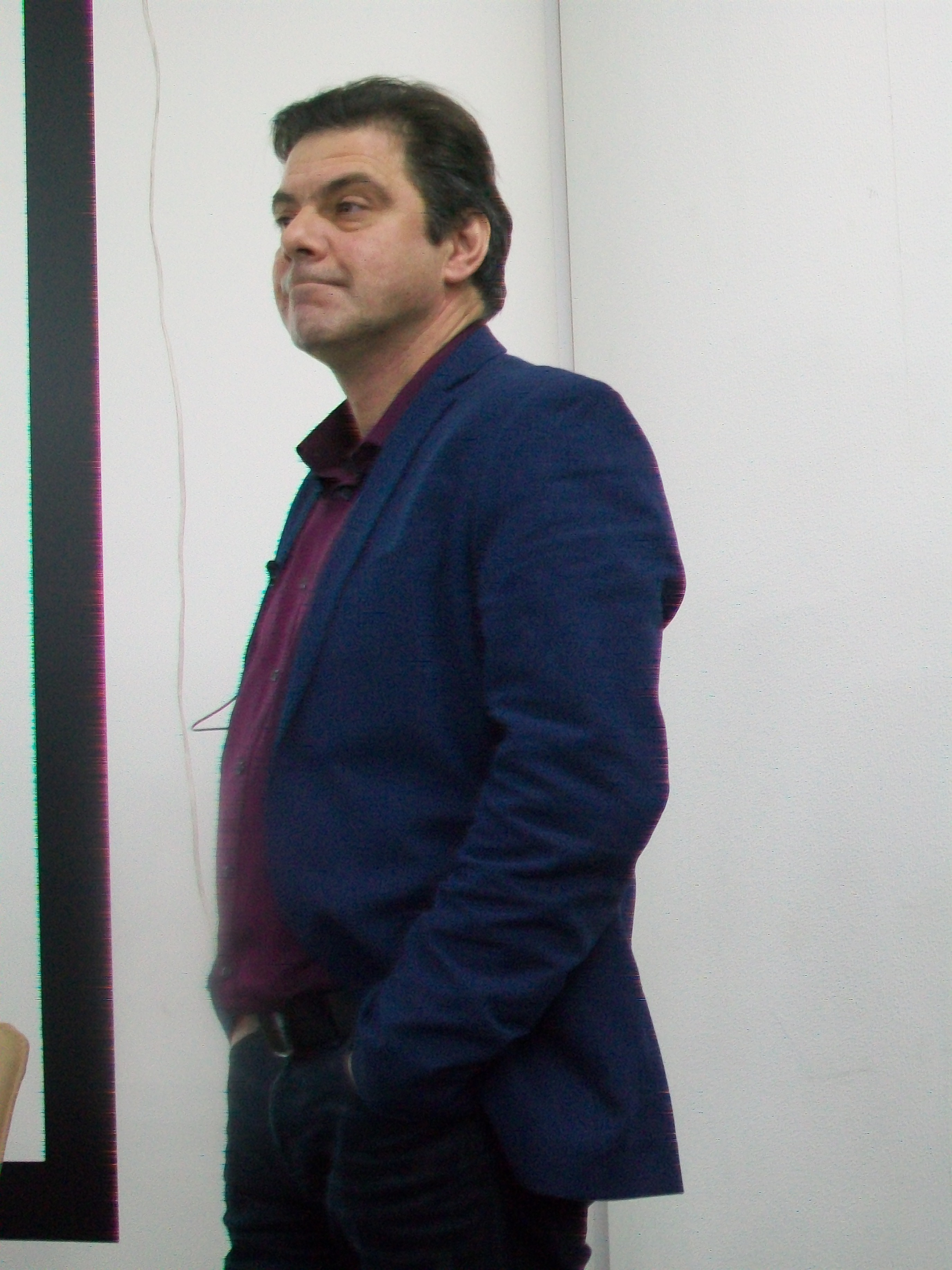
Kirill Rogov

Kirill Rogov är en rysk statsvetare, politisk krönikör och medarbetare vid Gaidar Institute i Moskva. Han är också rådgivare till den lösa koalition av oppositionspartier som är kritiska mot president Vladimir Putin och den riktning han styr Ryssland.